# Entoloma mammosum
Entoloma mammosum är en svampart som först beskrevs av L., och fick sitt nu gällande namn av Lexemuel Ray Hesler 1967. Entoloma mammosum ingår i släktet Entoloma och familjen Entolomataceae.   Inga underarter finns listade i Catalogue of Life.